# 1569 en santé et médecine
| Années de la santé et de la médecine : 1566 - 1567 - 1568 - 1569 - 1570 - 1571 - 1572    |
| Décennies de la santé et de la médecine : 1530 - 1540 - 1550 - 1560 - 1570 - 1580 - 1590 |

Cet article présente les faits marquants de l'année 1569 en santé et médecine.

## Publications
- Girolamo Mercuriale (1530-1606) rédige De arte gymnastica « premier traité de gymnastique de notre histoire[1] ».
- Andrea Cesalpino (1524-1603 fait imprimer à Florence ses Quaestionum peripateticarum libri quinque[2], très important ouvrage où, avant Harvey, l'auteur décrit la circulation du sang[3].

## Naissances
- 2 novembre : Epifanio Ferdinando (mort en 1638), médecin italien[4].
- 15 août : Jakob Zwinger (mort en 1610), médecin et philologue suisse[5].
- Jacques de Marque (mort en 1622), chirurgien français, auteur, entre autres ouvrages, d'un traité sur les os publié à Paris en 1609 et intitulé Paradoxe ou Traité médullaire, auquel est amplement prouvé, contre l'opinion [du] vulgaire, que la moelle n'est pas la nourriture des os[6].

## Décès
- 26 mai : Guido Guidi (né en 1509), médecin italien, médecin du roi François Ier et premier des lecteurs en médecine au Collège royal[7].
- Honoré Castellan (né en 1511), médecin du roi Charles IX, gendre du médecin Louis Laurens (1511-1574), et grand-père d'André Du Laurens (1558-1609), également médecin[8].